# 尾山憲一
尾山 憲一（おやま けんいち、1971年1月4日 - ）は、読売テレビの社員。元アナウンサー。

## 人物
埼玉県久喜市の出身で、埼玉県立不動岡高等学校から中央大学商学部へ進学。大学卒業後の1993年に、読売テレビへ入社した。
入社後は長らくスポーツアナウンサーとして活動していたが、2022年1月1日付で、アナウンス部から営業局営業企画部へ異動した。

## 過去の担当番組
- 朝生ワイド す・またん!
  - 初代のスポーツキャスターで、2010年3月29日の第1回放送から2020年9月23日放送分まで担当。
- Dramatic Game 1844
  - 阪神タイガース戦中継での実況を中心に、日本テレビが制作する読売ジャイアンツ対阪神戦中継でも、阪神側のベンチリポーターを随時担当していた。
- 関西学生アメリカンフットボールリーグ戦実況
- 天皇杯・皇后杯全日本バレーボール選手権大会実況（日テレG+）など
- 各種NNNニュース枠内ローカルパート（不定期）

## ゲスト出演
- シティーハンタースペシャル ザ・シークレット・サービス（1996年） - アナウンサー 役